# An Ordinary Man (EP)
An Ordinary Man è l'EP di debutto del cantautore romano Davide Combusti, in arte The Niro.
L'album è stato messo in vendita in anteprima dal 21 gennaio 2008 su iTunes e poi nei negozi dal 1º febbraio 2008. Il singolo principale dell'EP è la prima traccia About Love and Indifference, di cui è stato girato uno street video che è compreso come traccia bonus sull'album.
Tutti i brani sono stati scritti e composti da The Niro.

## Tracce
1. About Love and Indifference - 4:01
2. Mistake - 2:48
3. Just For A Bit - 4:15
4. On Our Hill - 3:02
5. About Love and Indifference (videoclip)

## Formazione
- The Niro - voce, chitarra, basso, tastiera, batteria, percussioni
- Roberto Procaccini - pianoforte, tastiera
- Puccio Panettieri - batteria nei brani 3, 4
- Sergio Vitale - tromba nel brano 1